# Liste der Biografien/Thou
Liste der Biografien |
Portal Biografien |
Personensuche
# |
A |
B |
C |
D |
E |
F |
G |
H |
I |
J |
K |
L |
M |
N |
O |
P |
Q |
R |
S |
T |
U |
V |
W |
X |
Y |
Z |
?
 
Ta |
Tc |
Te |
Tf |
Tg |
Th |
Ti |
Tj |
Tk |
Tl |
Tm |
To |
Tq |
Tr |
Ts |
Tu |
Tv |
Tw |
Tx |
Ty |
Tz
 
Tha |
The |
Thi |
Thj |
Thn |
Tho |
Thr |
Thu |
Thw |
Thy
 
Thoa |
Thob |
Thod |
Thoe |
Thof |
Thog |
Thoh |
Thoi |
Thok |
Thol |
Thom |
Thon |
Thoo |
Thop |
Thor |
Thos |
Thot |
Thou |
Thov |
Thow |
Thoz
Die Liste der Biografien führt alle Personen auf, die in der deutschsprachigen Wikipedia einen Artikel haben. Dieses ist eine Teilliste mit 28 Einträgen von Personen, deren Namen mit den Buchstaben „Thou“ beginnt.

## Thou
- Thou, Christophe de (1508–1582), französischer Magistrat, Erster Präsident des Parlement von Paris
- Thou, François Auguste de (1604–1642), französischer Magistrat und Conseiller d‘État
- Thou, Jacques-Auguste de (1553–1617), französischer Geschichtsschreiber und Staatsmann
- Thou, Nicolas de (1528–1598), französischer Kleriker, Bischof von Chartres

### Thoue
- Thouet, Peter M. (1933–1990), deutscher Schriftsteller, Drehbuchautor und Regisseur

### Thoui
- Thouin, André (1747–1824), französischer Botaniker
- Thouin, Gabriel (1754–1829), französischer Gartengestalter
- Thouin, Jean-André († 1764), französischer Hofgärtner

### Thoul
- Thould, Thomas (1886–1971), britischer Wasserballspieler
- Thoule, Nicolas (* 1990), französischer Skirennläufer
- Thouless, David J. (1934–2019), britischer theoretischer Physiker und Nobelpreisträger
- Thouless, Robert (1894–1984), britischer Psychologe und Parapsychologe

### Thoum
- Thoumaian, Lucy (1890–1940), armenische Frauenrechtsaktivistin
- Thoumazeau, Annick (* 1960), französische Sängerin
- Thoumire, Simon (* 1970), schottischer Konzertinaspieler, Komponist und Musikproduzent

### Thour
- Thouret, Ashley (* 1986), kanadische Opernsängerin (lyrischer Sopran)
- Thouret, Charlotte (1715–1794), französische Karmelitin und Selige der römisch-katholischen Kirche
- Thouret, Ilse (1897–1969), deutsche Motorrad- und Automobilrennfahrerin, Sportlerin sowie Sportjournalistin
- Thouret, Jacques Guillaume (1746–1794), französischer Anwalt und aktiver Teilnehmer der Französischen Revolution
- Thouret, Johanna Antida (1765–1826), französische Ordensgründerin und Heilige
- Thouret, Nikolaus Friedrich von (1767–1845), deutscher Maler des Klassizismus, Hofbaumeister
- Thoursie, Ragnar (1919–2010), schwedischer Autor
- Thoury, Hélène de, französische Musikerin aus dem Bereich Cold WaveHélène de Thoury

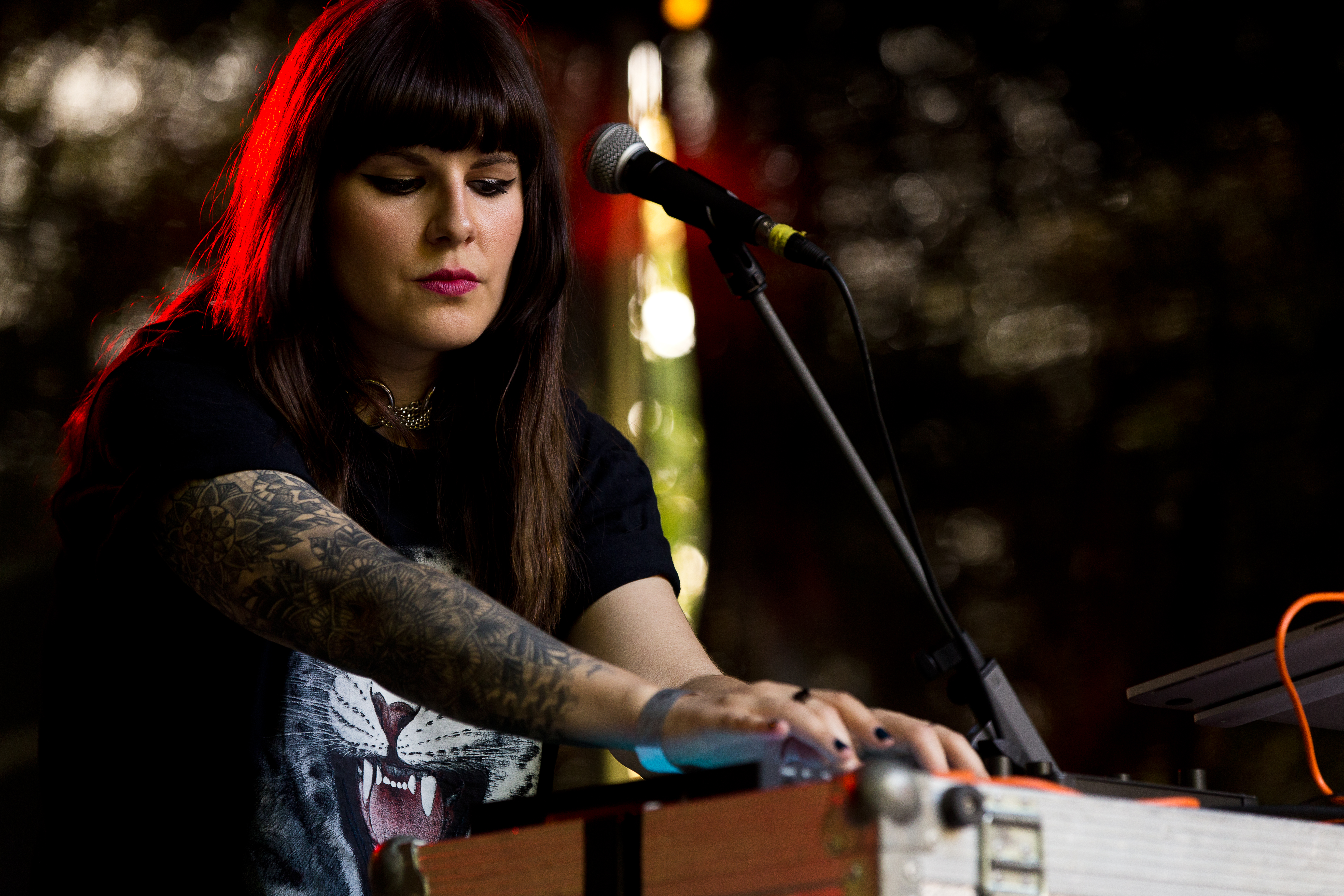
Hélène de Thoury

### Thous
- Thoustrup, Jakob (* 1981), dänischer Handballspieler und -trainer

### Thouv
- Thouvenel, Édouard (1818–1866), französischer Diplomat und Politiker
- Thouvenin, Cyrille (* 1976), französischer Schauspieler
- Thouvenin, Florent (* 1975), Schweizer Jurist und Hochschullehrer
- Thouvenin, Louis Étienne de (1791–1882), französischer Offizier und Waffenkonstrukteur